# Ciclooctilamina
La ciclooctilamina es una amina primaria con fórmula molecular C8H17N.
- Datos: Q5768893